# Deividas Česnauskis
Deividas Česnauskis   (Kuršėnai, 30 de juny de 1981) és un exfutbolista lituà de la dècada de 2000.
Fou 64 cops internacional amb la selecció lituana. Pel que fa a clubs, defensà els colors de Ekranas Panevėžys, FC Dynamo Moscou, FC Lokomotiv Moscou, FBK Kaunas i Heart of Midlothian.